# Cimetière de Pers
Le Cimetière de Pers est un cimetière situé à Pers, dans le département des Deux-Sèvres, en France, notable pour sa lanterne des morts et ses tombeaux médiévaux.

## Généralités
Le cimetière est situé rue de l'église, à Pers, dans le département des Deux-Sèvres, en région Nouvelle-Aquitaine, en France.

## Histoire
Les divers éléments du cimetière permettent de le dater au minimum du XIe siècle, même si un des couvercles de tombeau soit plus ancien et remonterait au haut Moyen Âge. La lanterne des morts, ou fanal funéraire, est datée du XIIe siècle.
La lanterne des morts est classée au titre des monuments historiques par arrêté du 22 mars 1889 alors que les cinq tombeaux en pierre sculptée des XIe et XIIe siècles sont classés par journal officiel du 18 avril 1914.

## Description

### La lanterne des morts
La lanterne repose sur une base circulaire de deux marches sur lequel repose un socle carré de 1,10 mètre de largeur sur 40 centimètres de hauteur. Le fut de la lanterne, creux à l'intérieur et d'une hauteur d'environ 7 mètres, est composé de d'une colonne carrée flanquée de 4 colonnettes à chapiteaux feuillagés. La colonne est surmontée d'un cône surmonté d'une croix. 
Sur une des faces de la colonne, une petite entrée est aménagée permettant à une personne de gravir jusqu'au sommet, par le biais d'encoches sculptées servant d'échelle, afin d'y accrocher une lanterne. Au sommet, quatre fenêtres cintrées de 60 centimètres de hauteur sur 20 centimètres laissent passer la lumière de la lanterne. A l'intérieur, un crochet était destiné à supporter la lampe.

### Les tombeaux médiévaux

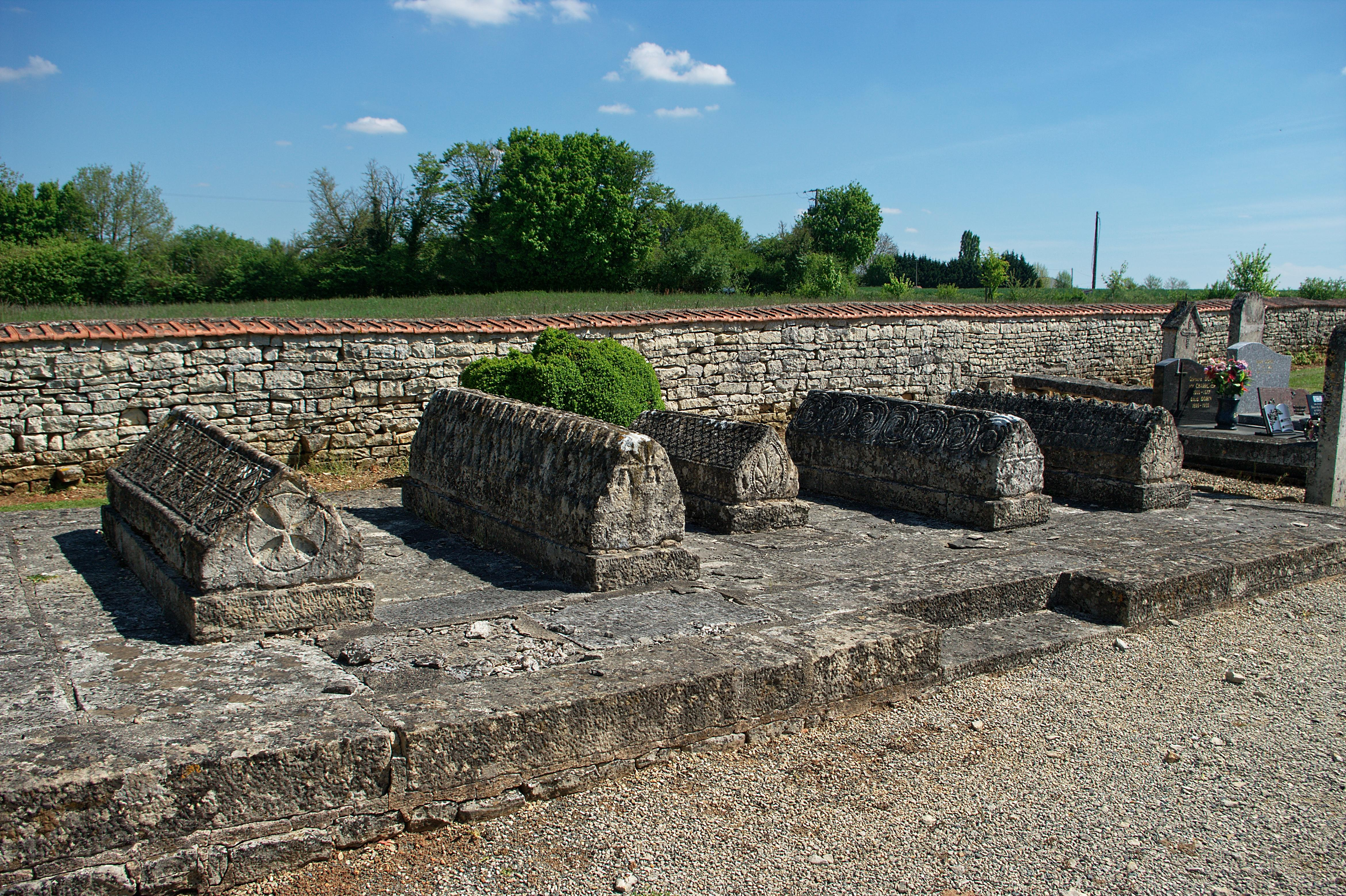
Tombeaux médiévaux

A proximité de la lanterne, se trouvent cinq tombeaux médiévaux en bâtière. Le plus ancien couvercle, trapézoïdal, est décoré de lignes en dents de scie, de damiers et d'arcatures, ainsi que d'une croix pattée dans un cercle. Daté vraisemblablement du haut Moyen Âge, la tradition nomme ces tombes comme mérovingiennes. Les quatre autres tombent remontent aux XIe et XIIe siècles, sont en bâtière prismatique et décorées de palmettes et feuilles palmées, de volutes et lignes ondées, de croix pattées et croix latines.

## Galerie

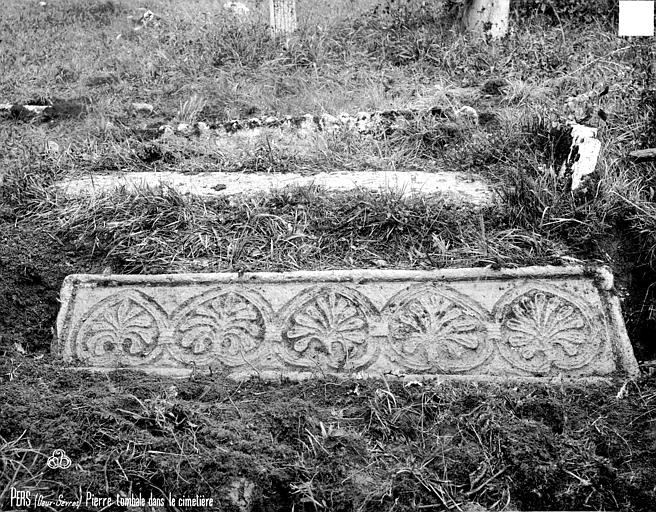
Tombe médiévale, fin XIXe siècle
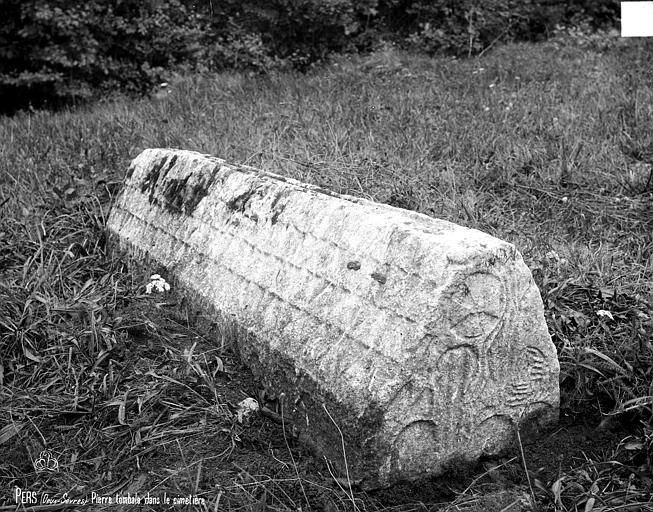
Tombe médiévale, fin XIXe siècle
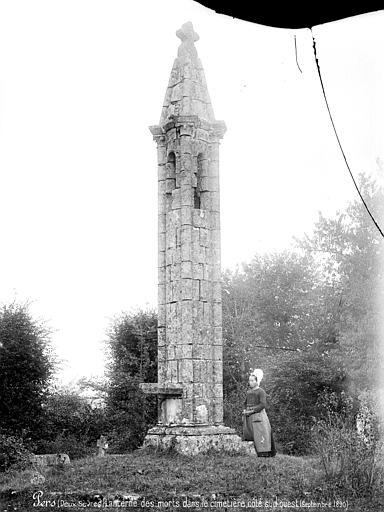
Lanterne des morts, fin XIXe siècle